# Vlag van Hei- en Boeicop

Vlag van de gemeente Hei- en Boeicop
(1971-1986)

De vlag van Hei- en Boeicop is op 27 september 1971 bij raadsbesluit vastgesteld als de gemeentevlag van de Zuid-Hollandse gemeente Hei- en Boeicop. De vlag kan als volgt worden beschreven:
De broekhelft van drie gelijke banen rood en geel, de vluchthelft in drie gelijke banen wit en zwart, met op het midden van de middelste baan een gravenkroon met een lengte van 4/5 van de vlaglengte, op de broekhelft in zwart en op de vluchthelft in geel.
De vlag is ontworpen door Klaes Sierksma en is afgeleid van het gemeentewapen. De broekhelft toont een deel van het heraldisch rechterdeel (voor de toeschouwer links) van het wapen, terwijl de vluchthelft een deel van het heraldisch linkerdeel toont, zonder de bijbehorende stukken. In plaats daarvan is de gravenkroon van het wapen afgebeeld in zwart op de broekhelft en in geel op de vluchthelft van de baan.
Op 1 januari 1986 ging Hei- en Boeicop op in de Zuid-Hollandse gemeente Zederik. De vlag kwam daardoor als gemeentevlag te vervallen. Op 1 januari 2019 is Zederik opgegaan in Vijfheerenlanden en ging Hei- en Boeicop over naar de provincie Utrecht.

## Verwante afbeeldingen

Het wapen van Hei- en Boeicop (1969)

Alkemade 
· Ameide 
· Ammerstol 
· Arkel 
· Asperen 
· Benthuizen 
· Bergambacht 
· Bergschenhoek 
· Berkel en Rodenrijs 
· Bernisse 
· Binnenmaas 
· Bleiswijk 
· Bleskensgraaf en Hofwegen
· Bodegraven 
· Boskoop
· Brielle 
· Cromstrijen 
· De Lier 
· Delfshaven 
· Dirksland 
· Everdingen 
· Geervliet 
· Giessenburg 
· Giessenlanden
· Goedereede 
· Goudswaard 
· Graafstroom 
· 's-Gravendeel 
· 's-Gravenzande 
· Groot-Ammers
· Hagestein 
· Haastrecht 
· Hazerswoude 
· Heenvliet 
· Heerjansdam 
· Hei- en Boeicop
· Heinenoord
· Hellevoetsluis 
· Hillegersberg
· Jacobswoude
· Kamerik
· Korendijk
· Koudekerk aan den Rijn
· Krimpen aan de Lek
· Langerak
· Leerdam
· Leidschendam
· Leimuiden
· Lexmond
· Liemeer
· Liesveld
· Maasland
· Middelharnis
· Mijnsheerenland
· Moerhuizen
· Moerkapelle
· Molenwaard
· Monster
· Moordrecht
· Naaldwijk
· Nederlek
· Nieuw-Beijerland
· Nieuwerkerk aan den IJssel
· Nieuw-Lekkerland
· Nieuwpoort
· Nieuwveen
· Noordwijkerhout
· Nootdorp
· Numansdorp
· Oostflakkee
· Oostvoorne
· Oud-Alblas
· Oud-Beijerland 
· Oude-Tonge 
· Oudenhoorn 
· Ouderkerk 
· Ouderkerk aan den IJssel
· Overschie
· Piershil 
· Pijnacker 
· Poortugaal 
· Puttershoek 
· Reeuwijk 
· Rhoon 
· Rijnsaterwoude 
· Rijnsburg 
· Rijnwoude 
· Rockanje 
· Rozenburg 
· Sassenheim 
· Schelluinen 
· Schipluiden 
· Schoonhoven 
· Schoonrewoerd 
· Sommelsdijk 
· Spijkenisse 
· Streefkerk 
· Strijen 
· Ter Aar 
· Valkenburg 
· Vianen 
· Vierpolders 
· Vlist 
· Voorburg 
· Voorhout 
· Warmond 
· Wateringen 
· Westmaas 
· Westvoorne 
· Woerden 
· Woubrugge 
· Zederik 
· Zevenhoven 
· Zevenhuizen 
· Zevenhuizen-Moerkapelle 
· Zuid-Beijerland 
· Zuidland 
· Zwammerdam 
· Zwartewaal